# ریشارت دانیل
ریشارت دانیل (به آلمانی: Richard Daniel) نظامی بلندپایه آلمانی در دوره رایش سوم بود که در جریان جنگ جهانی دوم فرماندهی یگان‌های مختلفی را بر عهده داشت.